# صباح الدين أوستا
صباح الدين أوستا (بالتركية: Sabahattin Usta)‏ هو لاعب كرة قدم تركي في مركز الوسط، ولد في 7 يوليو 1990 في مونبليار في فرنسا. لعب مع أوفتاس سبور وغنتشلربيرليغي.

## وصلات خارجية
- صباح الدين أوستا على موقع اتحاد تركيا (لاعب) (الإنجليزية)
- صباح الدين أوستا على موقع Soccerway.com (الإنجليزية)